# Cécile Aubry

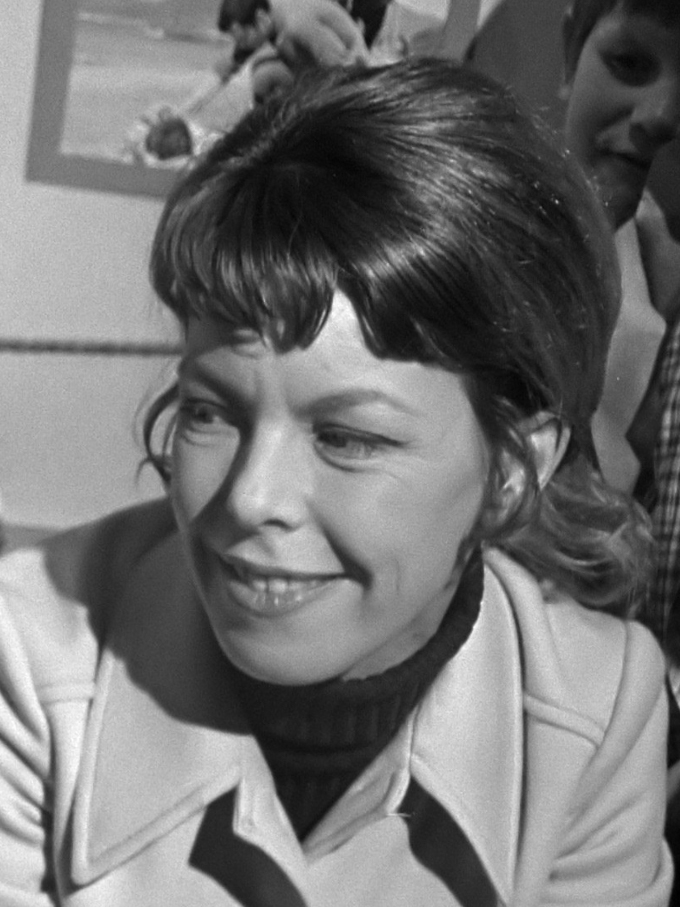
Cécile Aubry (1969)

Cécile Aubry (* 3. August 1928 in Paris als Anne-José Bénard; † 19. Juli 2010 in Dourdan) war eine französische Schauspielerin, Kinderbuchautorin und Fernsehregisseurin.

## Leben
Aubry wurde zunächst zur Tänzerin ausgebildet. Ihren ersten großen Erfolg erzielte sie bereits mit ihrem Debüt in dem preisgekrönten Film Manon, den Henri-Georges Clouzot 1949 drehte. Im Anschluss daran erhielt sie einen Vertrag bei der 20th Century Fox, wirkte aber nur noch in wenigen Filmen mit. In Die schwarze Rose war sie an der Seite von Tyrone Power und Orson Welles in ihrem einzigen Hollywood-Film zu sehen. In Blaubart spielte sie die letzte Frau der Titelfigur, die von Hans Albers verkörpert wurde. In der französischen Version dieser parallel einmal mit deutschen und einmal mit französischen Darstellern gedrehten deutsch-französisch-schweizerischen Co-Produktion war Pierre Brasseur ihr Partner. Anschließend spielte sie nur noch in wenigen europäischen Filmen mit, darunter Tanz in der Sonne von Géza von Cziffra mit u. a. Hans Olden und Rudolf Platte. Erfolgreich war keiner dieser Filme. 1960 zog sie sich aus dem Filmgeschäft zurück.
Eine zweite, erfolgreiche internationale Karriere machte sie in den 1960er Jahren als Autorin von Kinderbüchern. Einige dieser Bücher setzte sie als Regisseurin und Drehbuchautorin für das Fernsehen um. Die Kinderbuchserie um das Pony „Silberschweif“ (im französischen Original „Poly“) sowie die beiden Jungen Pascal und Vincent als Titelhelden erschien in Deutschland im Franz Schneider Verlag und wurde als Serie auch im deutschen Fernsehen ausgestrahlt. Populär wurde ebenfalls die Buch- und Fernsehserie Belle und Sebastian um einen Jungen und seine Hündin, nach der sich die britische Indie-Pop-Band Belle and Sebastian benannte. Das Buch diente 1981 als Vorlage für ein japanisches Anime.
Cécile Aubry war von 1955 bis 1959 mit dem Sohn des Paschas von Marrakesch Tihami al-Glawi verheiratet und lebte zeitweise in Marokko, der Ehe entstammt ein Sohn. Nach der Scheidung zog sie wieder nach Frankreich zurück. Ihr Sohn Mehdi El Glaoui, der unter anderem als Kind den „Sebastian“ verkörperte und in Poly den „Pascal“, ist als Schauspieler und Regisseur tätig. In der Neuverfilmung von Belle und Sebastian als Spielfilm aus dem Jahr 2013 spielt er eine Nebenrolle.
Sie lebte zuletzt in einer restaurierten historischen Mühle auf dem Land bei Paris und starb an einem Krebsleiden.

## Filmografie

### Als Schauspielerin
- 1949: Manon
- 1950: Die schwarze Rose (The Black Rose)
- 1951: Barbe-Bleue
- 1951: Blaubart
- 1953: Gauner mit Herz (Piovuto dal cielo)
- 1954: Tanz in der Sonne
- 1959: La ironía del dinero
- 1960: L'espionne sera à Nouméa

### Als Regisseurin und Drehbuchautorin (Auswahl)
- 1961–1973: Poly (Fernsehserie)
- 1965–1970: Belle und Sebastian (Belle et Sébastian, Fernsehserie)
- 1973: Le jeune Fabre (Fernsehserie)

## Literarische Werke (Auswahl)
- Wer rettet Silberschweif? Übersetzt von Michael Lichtwark-Aschoff, F.Schneider, München 1967,  ISBN 3-505-03617-X.
- Belle und Sebastian. Übersetzt von Heidemarie Blasy, F. Schneider, München 1968.
- Les vacances de Poly.
  - deutsch: Silberschweif und seine Freunde. Übersetzt von Monika Schulz-Uellenberg, F. Schneider, München 1968.
- Poly et le secret des sept étoiles.
  - deutsch: Silberschweif und das Geheimnis der sieben Sterne. Übersetzt von Monika Schulz-Uellenberg, F. Schneider, München 1969.
- Sébastian parmi les hommes.
  - deutsch: Belle und Sebastian finden eine neue Heimat. Übersetzt von Heidemarie Blasy, F. Schneider, München und Wien 1969.
- Sébastian et le cheval sauvage.
  - deutsch: Sebastian und das Wildpferd. Übersetzt von Kurt Krauer, Boje-Verlag, Stuttgart 1973, ISBN 978-3-414-11730-4.

### Verfilmungen
- 2013: Belle & Sebastian (Belle et Sébastien)
- 2015: Sebastian und die Feuerretter (Belle et Sébastien: L'aventure continue)
- 2017: Belle & Sebastian – Freunde fürs Leben (Belle et Sébastien 3, le dernier chapitre)
- 2022: Belle & Sebastian - Ein Sommer voller Abenteuer (Belle et Sébastien: Nouvelle génération)